# Jon Hamm
Jonathan Daniel "Jon" Hamm (St. Louis, 10 de março de 1971) é um ator, diretor e produtor de televisão norte-americano cujos trabalhos estão primariamente na televisão. Durante a primeira metade da década de 1990, Hamm viveu em Los Angeles como um ator aparecendo em pequenos papéis em várias séries de televisão, incluindo Providence, The Division, What About Brian e Related. Em 2000, ele estreou no cinema com o filme de aventura especial de Clint Eastwood, Space Cowboys. No ano seguinte, Hamm apareceu na comédia independente Kissing Jessica Stein em um papel pequeno.
Hamm ganhou grande reconhecimento ao interpretar o publicitário Don Draper na série dramática da AMC Mad Men, que estreou em julho de 2007. A interpretação de Hamm lhe deu o Golden Globe Award de Melhor Ator – Série Dramática em 2008 e o Emmy Award de Melhor Ator em 2015. Além de seu trabalho em Mad Men, ele apareceu no filme de ficção científica The Day the Earth Stood Still e teve seu primeiro papel principal no thriller Stolen. Hamm apareceu em papéis coadjuvantes nos filmes The Town, Sucker Punch e Bridesmaids. Em 2016, vence novamente o Globo de ouro sendo o melhor ator em série dramática por Mad Men.

## Infância e adolescência
Hamm nasceu no dia 10 de março de 1971 em St. Louis, Missouri, filho de Deborah, uma secretária, e Daniel Hamm, administrador de uma companhia de caminhões. Seus pais se divorciaram quando Hamm tinha dois anos de idade, e ele passou a viver com sua mãe em Creve Coeur, Missouri, até que ela foi diagnosticada com câncer estomacal terminal quando ele tinha 10 anos. Hamm então foi morar com seu pai, porém após alguns anos ele ficou doente e morreu quando Hamm tinha 20 anos. Professores e pais de amigos atuaram como figuras paternas.
Hamm cursou a escola particular John Burroughs School em Ladue, Missouri, onde ele foi membro das equipes de futebol americano, basquete e natação, namorando a futura atriz Sarah Clarke. Seu primeiro papel como ator foi o de Ursinho Puff na primeira série; aos 16, ele foi escalado como Judas em Godspell, gostando da experiência, apesar dele não ter levado a atuação a sério. Depois de se formar em 1989, Hamm entrou na Universidade do Texas em Austin após a morte de seu pai. Ele voltou para casa para cursar a Universidade do Missouri. Nela, ele respondeu a um anúncio de uma companhia de teatro procurando pessoas para uma produção de A Midsummer Night's Dream; depois de fazer um teste, ele foi contratado. Outros papéis se seguiram, como Leon Czolgosz em Assassins.
Depois de se formar em 1993 com um Bacharelado de Artes em inglês, Hamm retornou para sua escola para ensinar atuação a alunos da oitava série como uma forma de agradecimento pelo apoio da escola durante seus anos adolescentes. Uma de suas alunas era a atriz Ellie Kemper.

## Carreira

### Primeiros trabalhos
Hamm conhece o ator Paul Rudd há muitos anos, e visitou Hollywood para vê-lo em 1992. Não querendo ficar em uma "carreira normal", Hamm se mudou para Los Angeles permanentemente em 1995 com um carro e 150. dólares Ele foi morar em uma casa com outros quatro atores aspirantes, começando a trabalhar como garçom enquanto participava de testes para papéis.

Encontrar trabalhos como ator era difícil apesar da representação da agência William Morris Endeavor, porque, diferentemente de outros atores na sua idade, ele não conseguia ser escalado em papéis orientados para os jovens em produções como Dawson's Creek devido à sua aparência mais velha. Em 1998, não tendo conseguido arranjar nenhum trabalho de atuação em três anos, a William Morris o dispensou. Hamm continuou a trabalhar como garçom, e brevemente como desenhista de produção em um filme pornográfico de soft core. Depois de falhar repetidas vezes em conseguir papéis promissores, ele estabeleceu seu aniversário de 30 anos como uma data limite para fazer sucesso em Hollywood, observando que:
| “ | Ou você engole isso e encontra outro agente, ou vai para casa e diz que você tentou, mas que é o final de tudo. A última coisa que eu queria ser aqui era um desses atores que tem 45 anos de idade, com uma tênue de sua própria realidade, e não trabalhando muito. Então eu me dei cinco anos. Eu disse, 'Se eu não conseguir emplacar até os 30 anos, estou no lugar errado'. E no minuto que eu disse isso, foi como se eu começasse a trabalhar imediatamente. | ” |

Em 2000, Hamm conseguiu o papel do romântico bombeiro Burt Ridley na série dramática da NBC Providence. Seu contrato de um episódio cresceu para 19, e fez com que ele deixasse o emprego de garçom. Hamm fez sua estreia no cinema com um papel de uma fala na aventura especial de Clint Eastwood Space Cowboys (2000); papéis mais substanciais se seguiram com a comédia independente Kissing Jessica Stein (2001) e o filme de guerra We Were Soldiers (2002), durante as filmagens do qual ele completou 30 anos. Sua carreira foi ainda mais reforçada quando ele interpretou o papel recorrente do inspetor de polícia Nate Basso na série de televisão da Lifetime The Division entre 2002 e 2004. Outros papéis menores se seguiram nas séries What About Brian, CSI: Miami, Related, NUMB3RS, The Unit e The Sarah Silverman Program.

### Reconhecimento internacional
Hamm recebeu seu grande papel em 2007 quando ele foi escolhido dentre 80 candidatos para interpretar Don Draper, protagonista da série de drama da AMC Mad Men. Na série, que se passa no ficcional agência de publicidade na década de 1960, ele interpreta um cortês executivo de publicidade com um passado obscuro. Hamm lembra, "Eu li o roteiro de Mad Men e eu amei. […] Nunca pensei que ele iriam me escolher—quero dizer, achei que eles iriam com um dos cinco caras que se pareciam comigo mas eram estrelas de cinema", e que um ator com um "histórico de sucessos" provavelmente seria o escolhido se outra emissora tivesse o programa. Ele passou por vários testes, e em cada vez teve de explicar para os diretores de elenco o quê ele poderia trazer para a personagem, se recebesse o papel. Alan Taylor, diretor do piloto, e Matthew Weiner, criador da série, acharam que Hamm era bonito demais para o papel, porém decidiram que "era uma escolha de elenco perfeita para o homem perfeito do papel"; Weiner também viu que o ator não tinha sido criado por seus pais, similar a história de Draper.

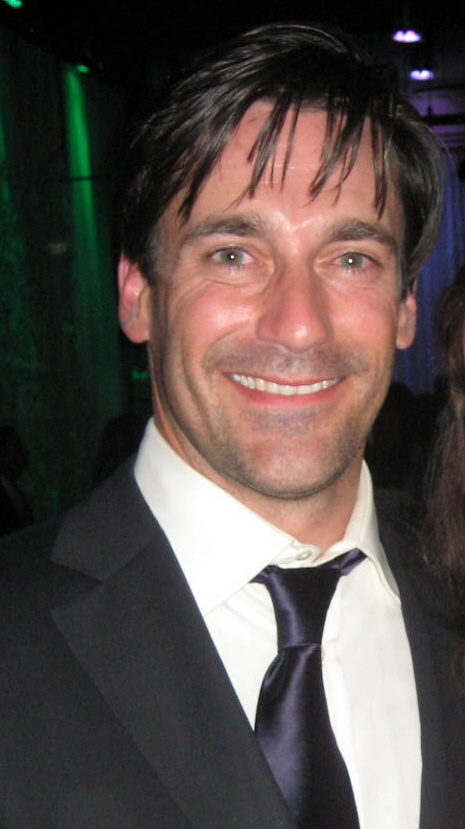
Hamm em novembro de 2008.

Hamm usou lembranças de seu pai para interpretar Draper, um figura bem vestida e influente nos negócios e na sociedade, porém que escondia um grande turbilhão interior e que enfrentava mudanças no mundo além de seu controle. Mad Men estreou no dia 19 de julho de 2007, com uma audiência aproximada de 1,4 milhões de espectadores. O programa rapidamente desenvolveu um público leal, e Hamm recebeu boas críticas. Robert Bianco do USA Today elogiou muito Hamm, dizendo que sua interpretação de Don Draper foi um "desempenho estelar". Matthew Gilbert, escrevendo para o The Boston Globe, o chamou de um "protagonista brilhante". Por seu trabalho em Mad Men, ele venceu o Globo de Ouro na categoria de Melhor Ator – Série Dramática em 2008. Também em 2008, ele foi indicado para o Screen Actors Guild Award de Melhor Interpretação por um Ator em Série Dramática e ao Emmy do Primetime de Melhor Ator em Série Dramática. Em 2009, Hamm foi indicado novamente ao Golden Globe e ao Screen Actors Guild nas mesmas categorias, além de outra indicação ao Emmy de Melhor Ator. Em 2010, Hamm recebeu sua terceira indicação ao Golden Globe.
O próximo papel no cinema de Hamm veio em 2008 no filme de ficção científica The Day the Earth Stood Still, um remake do filme de mesmo nome de 1951. Apesar do filme ter recebido críticas negativas, ele foi um sucesso de bilheteria, arrecando mais de 230 milhões de dólares mundialmente. Ele foi o apresentador do sexto episódio da trigésima quarta temporada de Saturday Night Live em 25 de outubro de 2008; ele interpretou vários papéis, incluindo o de Don Draper em dois sketches. Ele retornou para apresentar o programa novamente em 30 de janeiro e em 30 de outubro de 2010. Em 2009, Hamm apareceu como ator convidado em três episódios da série cômica da NBC 30 Rock como Drew Baird, um médico que é o vizinho e interesse amoroso da protagonista Liz Lemon. Por essas performances, ele recebeu uma indicação ao Primetime Emmy na categoria de Melhor Ator Convidado em Série Cômica.
Os projetos cinematográficos de Hamm após 2009 incluíam o independente Stolen, seu primeiro papel como protagonista, em que ele interpretava um homem tentando desvendar as circunstâncias ao redor do sequestro de seu filho. Frank Scheck, do The Hollywood Reporter, afirmou que o filme nunca entregou o que prometia e disse que Hamm foi incapaz de fazer muito com seu "papel subescrito". Hamm fez uma ponta vocal no filme de animação Shrek Forever After, lançado em maio de 2010, como um líder ogro chamado Brogan. Ele aparece como um agente do FBI no filme The Town, dirigido por Ben Affleck; depois de receber "por volta de 40 roteiros se passando nos anos 60, ou que me tinham interpretando um cara de publicidade", Hamm ficou contente pelo filme ter lhe oferecido um papel que era "o oposto de Don Draper". O filme recebeu críticas positivas, e arrecadou mais de 150 milhões de dólares mundialmente. Sua próximo papel foi o do advogado Jake Ehrlich no drama independente Howl, baseado no poema de mesmo nome de 1956 escrito por Allen Ginsberg. Em 12 de dezembro de 2010, Hamm fez uma aparição especial como um supervisor do FBI na série de animação da Fox The Simpsons. Retornando ao cinema, ele apareceu no filme de ação de Zack Snyder de 2011 Sucker Punch, interpretando dois papéis. Em 2012, Hamm estrelou e produziu o filme independente Friends With Kids, dirigido por sua parceira Jennifer Westfeldt, que se centra em um grupo de amigos cujas vidas são mudadas quando os casais do grupo começam a ter filhos.

## Vida pessoal

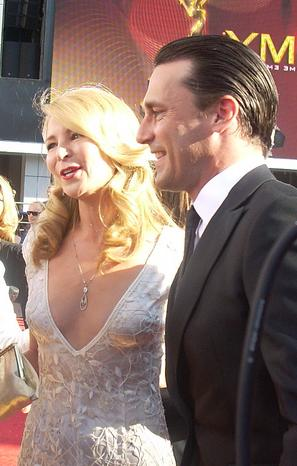
Hamm com Westfeldt no Primetime Emmy Award de 2008.

De 1997 a 2015, Hamm esteve em uma relação com a atriz e roteirista Jennifer Westfeldt. Eles tinham casas em Los Angeles e no Upper West Side em Nova Iorque. Em uma entrevista discutindo sua relação com Westfeldt, Hamm disse: "Podemos não ter um pedaço de papel que diz que somos marido e mulher, porém depois de 10 anos, Jennifer é mais do que apenas uma namorada. O que temos é muito mais profundo e ambos sabemos disso. Para mim, pessoas [devem] se casar quando estão prontas para terem filhos, que eu não estou descartando".
Hamm, junto com Westfeldt, apareceu em campanhas publicitárias relacionadas a Gap. Em abril de 2009, Hamm e Westfeldt formaram sua própria companhia de produção, a Points West Pictures. Eles são defensores do resgate de animais e adotaram seu próprio cachorro, chamado de Cora, da Much Love Animal Shelter na Califórnia.
Apesar de seu papel de Don Draper o obrigar a fumar, Hamm parou de fumar cigarros aos 24 anos de idade. Ele revelou em uma entrevista que nas gravações ele, e os outros atores, não fumam cigarros de verdade, mas cigarros de hervas que não contém tabaco nem nicotina. Hamm desenvolveu vitiligo, que ele adquiriu devido ao estresse diário de filmar Mad Men.
Internacionalmente visto como um símbolo sexual, Hamm foi eleito um dos homem mais sexy do mundo em 2007 pela Salon.com, e foi eleito como um dos mais sexy pela revista People no ano seguinte. Hamm também venceu o prêmio Homem Internacional da GQ em setembro de 2010. Em novembro de 2008, a Entertainment Weekly o elegeu como um dos Artistas do Ano. Ele entrou mais uma vez na lista de Artistas do Ano da revista em 2010. Hamm também é um ávido jogador de golfe e tênis. Ele é um fã devoto do St. Louis Blues, time da National Hockey League (NHL), até aparecendo em dois comerciais de televisão da equipe. Ele também é um fã do St. Louis Cardinals, time da Major League Baseball (MLB), tendo narrado o filme oficial da vitória dos Cardinals na World Series de 2011.
Em 2015, Jon Hamm cumpriu um programa de 30 dias numa clínica de reabilitação por adição ao álcool.

## Filmografia

### Televisão
| Ano        | Programa                                            | Papel                                  | Notas |
| ---------- | --------------------------------------------------- | -------------------------------------- | --- |
| 2000       | Providence                                          | Burt Ridley                            | |
| 2000       | The Trouble with Normal                             | Jackson                                | |
| 2000       | The Hughleys                                        | Buzz                                   | Episódio: "Lies My Valentine Told Me" |
| 2001       | Early Bird Special                                  | Policial                               | Episódio: "Pilot" |
| 2002       | The Division                                        | Inspetor Nate Basso                    | |
| 2002       | Gilmore Girls                                       | Peyton Sanders                         | Episódio: "Eight O'Clock at the Oasis" |
| 2005       | CSI: Miami                                          | Dr. Brent Kessler                      | Episódio: "Three-Way" Episódio: "Payback" |
| 2005       | Point Pleasant                                      | Dr. George Forrester                   | Episódio: "Who's Your Daddy" Episódio: "The Lonely Hunter" |
| 2005       | Charmed                                             | Jack Brody                             | Episódio: "Ordinary Witches" |
| 2006       | The Unit                                            | Wilson James                           | |
| 2006       | What About Brian                                    | Richard Povich                         | |
| 2006       | NUMB3RS                                             | Richard Clast                          | Episódio: "Hardball" |
| 2006       | Related                                             | Danny                                  | Episódio: "Related" |
| 2007       | The Sarah Silverman Program                         | Cable Guy                              | Episódio: "Muffin' Man" |
| 2007– 2015 | Mad Men                                             | Don Draper                             | |
| 2009– 2012 | 30 Rock                                             | Dr. Drew Baird/Abner/David Brinkley    | Episódio: "Generalissimo" Episódio: "St. Valentine's Day" Episódio: "The Bubble" Episódio: "Anna Howard Shaw Day" Episódio: "Emanuelle Goes to Dinosaur Land" Episódio: "Live Show" Episódio: "Live from Studio 6H"                                             |
| 2010       | Childrens Hospital                                  | Derrick Childrens                      | Episódio: "The Sultan's Finger" Episódio: "Run, Dr. Lola Spratt, Run" |
| 2010       | The Simpsons                                        | Investigador do FBI                    | Episódio: "Donnie Fatso" |
| 2012       | The Increasingly Poor Decisions of Todd Margaret    | ele mesmo                              | Episódio: "Todd’s Terrible Day Ends and His Next Terrible Day Begins" Episódio: "How The Liver and The Salad Conspired to Ruin Todd’s Good Deed" Episódio: "In Which Todd Accidentally Learns a Secret and Brent and Doug Get Closer to Further From the Truth" |
| 2012       | Metalocalypse                                       |                                        | Episódio: "Writersklok" |
| 2012       | Diário de um Jovem Médico                           | Velho Mikhail Bulgákov                 | Minissérie |
| 2012       | Family Guy                                          | ele mesmo/Don Draper                   | Episódio: "Ratings Guy" |
| 2012       | The Greatest Event in Television History            | ele mesmo                              | |
| 2013       | Bob's Burgers                                       | O.T.                                   | Episódio: "O.T.: The Outside Toilet" |
| 2013       | Archer                                              | Capitão Murphy                         | Episódio: "Sea Tunt" |
| 2013       | Clear History                                       | Will Haney                             | Filme para televisão |
| 2014       | Black Mirror                                        | Matt Trent                             | Episódio: "White Christmas" |
| 2015– 2019 | Unbreakable Kimmy Schmidt                           | Richard Wayne Gary Wayne               | 11 episódios |
| 2015       | Wet Hot American Summer: First Day of Camp          | "Falcão", um espião                    | 4 episódios |
| 2015       | Toast of London                                     | Ele mesmo                              | Episódio: "Hamm on Toast" |
| 2016       | [Galáxia Wander]]                                   | Cartoon Lord Hater (voz)               | Episódio: "The Cartoon" |
| 2016       | Angie Tribeca                                       | McCormick                              | Episódio: "Fleas Don't Kill Me" |
| 2016       | All or Nothing: A Season with the Arizona Cardinals | Narrador (voz)                         | 8 episódios |
| 2016       | The Last Man on Earth                               | Darrell                                | Episódio: "General Breast Theme with Cobras" |
| 2016–2018  | The Amazing Gayl Pile                               | C.A.M. (Condo Automation Module) (voz) | 8 episódios |
| 2017       | SpongeBob SquarePants                               | Don Grouper (voz)                      | Episódio: "Goodbye, Krabby Patty?" |
| 2017       | Tour de Pharmacy                                    | Narrador (voz)                         | Filme televisivo |
| 2017       | All or Nothing: A Season with the Los Angeles Rams  | Narrador (voz)                         | 8 episódios |
| 2017       | Big Mouth                                           | Scallops (voz)                         | Episódio: "I Survived Jessi's Bat Mitzvah" |
| 2017       | Travel Man                                          | Ele mesmo                              | Episódio: "48 Hours in Hong Kong Christmas Special" |
| 2018       | Legion                                              | O Narrator (voz)                       | 7 episódios |
| 2018       | Barry                                               | Ele mesmo                              | Episódio: "Chapter Four: Commit ... to YOU" |
| 2018       | Random Acts of Flyness                              | Ele mesmo                              | Episódio: "What are your thoughts on raising free black children?" |
| 2018       | I Love You, America with Sarah Silverman            | Abraham Lincoln                        | Episódio: "Hall of Presidents" |
| 2018       | Big City Greens                                     | Louis (voz)                            | Episódio: "Big Deal/Forbidden Feline" |
| 2019       | Good Omens                                          | Anjo Gabriel                           | Minissérie |

### Filmes

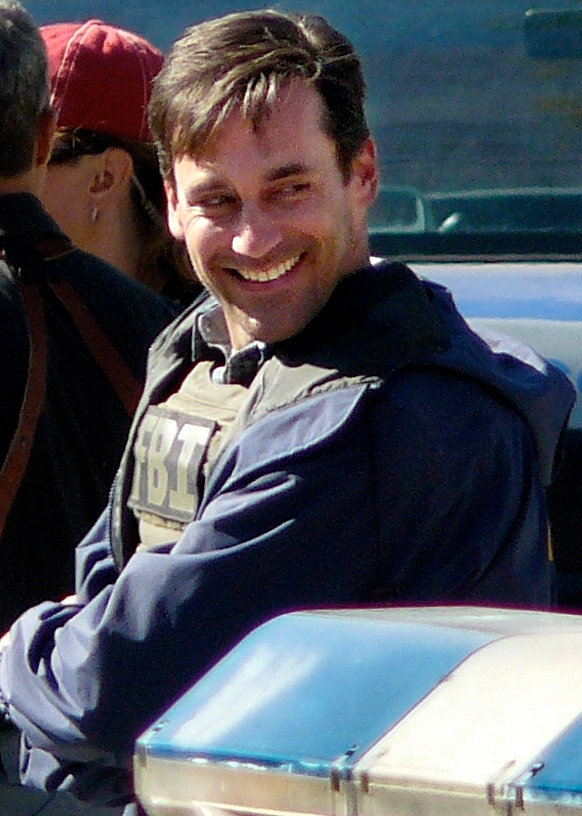
Hamm nas gravações de The Town, em setembro de 2009.

| Ano  | Filme                                              | Papel                                       | Notas                              |
| ---- | -------------------------------------------------- | ------------------------------------------- | ---------------------------------- |
| 2000 | Space Cowboys                                      | Jovem Piloto N.º 2                          |                                    |
| 2001 | Kissing Jessica Stein                              | Charles                                     |                                    |
| 2002 | We Were Soldiers                                   | Capitão Matt Dillon                         |                                    |
| 2006 | Ira and Abby                                       | Ronnie                                      |                                    |
| 2007 | The Ten                                            | Chris Knarl                                 |                                    |
| 2008 | The Day the Earth Stood Still                      | Dr. Michael Granier                         |                                    |
| 2009 | A Single Man                                       | Hank Ackerley                               | Voz Não creditado                  |
| 2010 | Stolen                                             | Tom Adkins, Sr.                             |                                    |
| 2010 | Shrek Forever After                                | Brogan                                      | Voz                                |
| 2010 | The A-Team                                         | Coronel Lynch                               | não creditado                      |
| 2010 | The Town                                           | Adam Frawley                                |                                    |
| 2010 | Howl                                               | Jake Ehrlich                                |                                    |
| 2011 | Sucker Punch                                       | High Roller/Doutor                          |                                    |
| 2011 | Bridesmaids                                        | Ted                                         | não creditado                      |
| 2012 | Friends with Kids                                  | Ben                                         | também como produtor               |
| 2013 | The Congress                                       | Dylan Truliner                              | Voz                                |
| 2014 | Million Dollar Arm                                 | J. B. Bernstein                             |                                    |
| 2015 | Minions                                            | Herb Overkill                               | Voz                                |
| 2016 | Absolutely Fabulous: The Movie                     | Ele mesmo                                   | Cameo                              |
| 2016 | Keeping Up with the Joneses                        | Tim Jones                                   |                                    |
| 2017 | Marjorie Prime                                     | Walter                                      | produtor executivo                 |
| 2017 | Baby Driver                                        | Buddy                                       |                                    |
| 2017 | Aardvark                                           | Craig Norman                                |                                    |
| 2018 | Nostalgia                                          | Will Beam                                   |                                    |
| 2018 | Beirut                                             | Mason Skiles                                |                                    |
| 2018 | Tag                                                | Bob Callahan                                |                                    |
| 2018 | Time of Day                                        | Ele mesmo                                   | Curta-metragem                     |
| 2018 | Bad Times at the El Royale                         | Laramie Seymour Sullivan / Dwight Broadbeck |                                    |
| 2019 | The Report                                         | Denis McDonough                             |                                    |
| 2019 | Lucy in the Sky                                    | Mark Goodwin                                |                                    |
| 2019 | Between Two Ferns: The Movie                       | Ele mesmo                                   |                                    |
| 2019 | Richard Jewell                                     | Tom Shaw                                    |                                    |
| 2020 | The Jesus Rolls                                    | Paul Dominique                              |                                    |
| 2020 | Unbreakable Kimmy Schmidt : Kimmy vs. the Reverend | Reverend Richard Wayne Gary Wayne           | Elenco Principal; Especial Netflix |
| 2020 | Wild Mountain Thyme                                | Adam Kelly                                  |                                    |
| 2020 | The New Mutants                                    | Sr. Sinistro                                | Cena deletada                      |
| 2021 | No Sudden Move                                     | Joe Finney                                  |                                    |
| 2022 | Top Gun: Maverick                                  | Beau "Cyclone" Simpson                      |                                    |
| 2022 | Corner Office                                      | Orson                                       |                                    |
| 2022 | Confess, Fletch                                    | Irwin "Fletch" Fletcher                     |                                    |
| 2023 | Maggie Moore(s)                                    | Jordan Sanders                              | [ 72 ]                             |
| 2024 | Transformers One                                   | Sentinela Primordial                        | [ 73 ]                             |
| TBA  | Mean Girls: The Musical                            | Carr                                        | Filmando                           |

### Vídeos musicais
| Ano  | Artista           | Vídeo                                        | Papel          | Notas     |
| ---- | ----------------- | -------------------------------------------- | -------------- | --------- |
| 2011 | The Lonely Island | "Shy Ronnie 2: Ronnie & Clyde" (com Rihanna) | Refém no Banco | Ponta     |
| 2011 | Herman Düne       | "Tell Me Something I Don't Know"             | não específico | Principal |

## Prêmios e indicações
| Ano               | Trabalho | Prêmio                                                             | Resultado |
| ----------------- | -------- | ------------------------------------------------------------------ | --------- |
| 2008              | Mad Men  | Emmy do Primetime de Melhor Ator em Série Dramática                | Indicado  |
| 2008              | Mad Men  | Globo de Ouro de Melhor Ator – Série Dramática                     | Venceu    |
| 2008              | Mad Men  | Satellite Award de Melhor Ator – Série Dramática                   | Indicado  |
| 2008              | Mad Men  | Screen Actors Guild Award de Elenco em Série Dramática             | Indicado  |
| 2008              | Mad Men  | Screen Actors Guild Award de Melhor Ator em Série Dramática        | Indicado  |
| 2008              | Mad Men  | Realização Individual em Drama da Television Critics Association   | Indicado  |
| 2009              | Mad Men  | Emmy do Primetime de Melhor Ator em Série Dramática                | Indicado  |
| 2009              | 30 Rock  | Emmy do Primetime de Melhor Ator Convidado em Série de Comédia     | Indicado  |
| 2009              | Mad Men  | Globo de Ouro de Melhor Ator – Série Dramática                     | Indicado  |
| 2009              | Mad Men  | Gold Nymph Award de Melhor Ator em Série Dramática                 | Venceu    |
| 2009              | Mad Men  | Satellite Award de Melhor Ator – Série Dramática                   | Indicado  |
| 2009              | Mad Men  | Screen Actors Guild Award de Elenco em Série Dramática             | Venceu    |
| 2009              | Mad Men  | Screen Actors Guild Award de Melhor Ator em Série Dramática        | Indicado  |
| 2009              | Mad Men  | Realização Individual em Drama da Television Critics Association   | Indicado  |
| 2010              | Mad Men  | Emmy do Primetime de Melhor Ator em Série Dramática                | Indicado  |
| 2010              | 30 Rock  | Emmy do Primetime de Melhor Ator Convidado em Série de Comédia     | Indicado  |
| 2010              | Mad Men  | Globo de Ouro de Melhor Ator – Série Dramática                     | Indicado  |
| 2010              | Mad Men  | Screen Actors Guild Award de Melhor Elenco em Série Dramática      | Venceu    |
| 2010              | Mad Men  | Screen Actors Guild Award de Melhor Ator em Série Dramática        | Indicado  |
| 2010              | Mad Men  | Realização Individual em Drama da Television Critics Association   | Indicado  |
| 2011              | Mad Men  | Emmy do Primetime de Melhor Ator em Série Dramática                | Indicado  |
| 2011              | Mad Men  | Golden Globe Award de Melhor Ator – Série Dramática                | Indicado  |
| 2011              | Mad Men  | Gold Nymph Award de Melhor Ator em Série Dramática                 | Venceu    |
| 2011              | Mad Men  | Screen Actors Guild Award de Melhor Elenco em Série Dramática      | Indicado  |
| 2011              | Mad Men  | Screen Actors Guild Award de Melhor Ator em Série Dramática        | Indicado  |
| 2011              | Mad Men  | Critics' Choice Television Award de Melhor Ator em Série Dramática | Venceu    |
| 2011              | Mad Men  | Realização Individual em Drama da Television Critics Association   | Venceu    |
| 2012              | Mad Men  | Emmy do Primetime de Melhor Ator em Série Dramática                | Indicado  |
| 2012              | Mad Men  | Emmy do Primetime de Melhor Série Dramática                        | Indicado  |
| 2012              | 30 Rock  | Emmy do Primetime de Melhor Ator Convidado em Série de Comédia     | Indicado  |
| 2012              | Mad Men  | Critics' Choice Television Award de Melhor Ator em Série Dramática | Indicado  |
| 2013              | Mad Men  | Screen Actors Guild Award de Melhor Ator em Série Dramática        | Indicado  |
| 2013              | Mad Men  | Screen Actors Guild Award de Melhor Elenco em Série Dramática      | Indicado  |
| 2013              | Mad Men  | Globo de Ouro de Melhor Ator – Série Dramática                     | Indicado  |
| 2015              | Mad Men  | Emmy do Primetime de Melhor Ator em Série Dramática                | Venceu    |
| 2016              | Mad Men  | Globo de Ouro de melhor ator em série dramática                    | Venceu    |
| (Fonte: IMDb.com) |          |                                                                    |           |